# Gudangkahuripan
Gudangkahuripan is een bestuurslaag in het regentschap Bandung Barat van de provincie West-Java, Indonesië. Gudangkahuripan telt 13.829 inwoners (volkstelling 2010).